# Quận Hidalgo, New Mexico
Quận Hidalgo là một quận thuộc tiểu bang New Mexico, Hoa Kỳ. Quận này có diện tích 8925 km², dân số theo điều tra năm  2000 của Cục điều tra dân số Hoa Kỳ là 5932 người 2. Quận lỵ đóng tại thành phố Lordsburg6.

## Địa lý
Theo Cục điều tra dân số Hoa Kỳ, quận có diện tích 3446 km2, trong đó có 1 km2 là diện tích mặt nước.